# Léonie d’Aunet
Léonie Thévenot d’Aunet (França, 2 de julho de 1820 — França, 3 de março de 1879) foi uma romancista, dramaturga, exploradora e escritora francesa.
Foi esposa do pintor francês François-Auguste Biard com quem participou da exploração do Ártico.